# Deb Fischer
Debra Strobel Fischer (Lincoln, 1º de março de 1951) é uma política norte-americana. Filiada ao Partido Republicano, é Senadora dos Estados Unidos pelo estado do Nebraska desde 3 de janeiro de 2013. Anteriormente, serviu por dois mandatos na Legislatura de Nebraska, representando um distrito rural da região de Sandhills.
Em 1972, Deb casou-se com Bruce Fisher, que conheceu enquanto estudava na Universidade de Nebraska-Lincoln. Ela voltou para a universidade posteriormente, concluindo em 1988 um Bachelor of Arts em educação pela mesma instituição. Em 2004, concorreu ao Legislativo de Nebraska, sendo eleita com 50,4 por cento dos votos. Fischer foi reeleita em 2008.
Na eleição de 2012, Fischer concorreu ao Senado, ganhando a primária republicana com 41 por cento dos votos. Na eleição geral de novembro, derrotou o antigo Senador democrata Bob Kerrey. Empossada em janeiro de 2013, descreveu-se como uma "orgulhosa pró-vida", opõem-se ao casamento entre pessoas do mesmo sexo, e opõem-se a "todos os esforços que buscam restringir o nosso direito de possuir armas de fogo."